# Икшанский сельсовет
Икшанский сельсовет — упразднённая административно-территориальная единица, существовавшая на территории Московской губернии и Московской области до 1923 и в 1929—1939 годах.
Икшанский сельсовет был образован в первые годы советской власти. По данным 1918 года он входил в состав Деденевской волости Дмитровского уезда Московской губернии.
В 1923 году Икшанский с/с был преобразован в Игнатовский с/с.
В 1929 году Икшанский с/с был восстановлен в составе Дмитровскому району Московского округа Московской области путём выделения из Игнатовского с/с.
На 1 января 1932 года в него входили: Икшанский гвоздильный завод, посёлок Чёрное (Ростиславские выселки), посёлок Пчёлка и деревня Ртищево. Всего 250 хозяйств, 947 человек.
27 февраля 1935 года Икшанский с/с был передан в Коммунистический район.
4 января 1939 года Икшанский с/с был возвращён из Коммунистического района в Дмитровский.
7 августа 1939 года населённый пункт Икша получил статус рабочего посёлка, в результате чего 3 сентября Икшанский с/с был упразднён.